# Jingwu
Jingwu 精武 è il titolo di una rivista mensile specializzata in arti marziali cinesi che prende il suo nome dalla Jingwu Tiyu Hui . Il primo numero è stato pubblicato nel 1984. È distribuito e pubblicato da Heilongjiang Sheng Tiyu Ju 黑龙江省体育局 e Dangdai Tiyu Zazhi She 当代体育杂志社.